# نتلی
نتلی (به انگلیسی: Netley) یک روستا در بریتانیا است که در Hound واقع شده‌است.